# IfNotNow
IfNotNow is een Amerikaanse Joodse groep die zich verzet tegen de Israëlische bezetting van de Westelijke Jordaanoever en de Gazastrook. De leden demonstreren tegen politici, het beleid van de Verenigde Staten en instellingen die zij zien als voorstanders van de bezetting, meestal door middel van directe actie en mediaoptredens. De groep is op verschillende manieren gekarakteriseerd als progressief of extreemlinks.

## Oprichting
De eerste publieke actie van IfNotNow, toen nog onder de naam "If Not Now, When?", vond plaats in juli 2014 om te protesteren tegen de steun van de Conference of Presidents of Major American Jewish Organizations aan Israël tijdens het Israëlisch-Gazaconflict in 2014. Activisten reciteerden het Joodse rouwgebed, de Kaddish voor de rouwenden, voor alle Palestijnse en Israëlische slachtoffers van de oorlog buiten het kantoor van de Conference.
De naam IfNotNow is afgeleid van een gezegde van de Joodse wijze Hillel de Oudere uit de eerste eeuw: "Als ik niet voor mezelf ben, wie zal er dan voor mij zijn? Als ik alleen voor mezelf ben, wat ben ik dan? En als ik het nu niet ben, wanneer dan wel?"

## Gedachtes
De organisatie wordt op verschillende manieren omschreven als progressief of extreemlinks. De groep verzet zich tegen de Israëlische bezetting van de Westelijke Jordaanoever en de Gazastrook, maar wordt niet zo extreem links beschouwd als Jewish Voice for Peace, dat antizionistisch is en een boycot van Israël steunt.
Verdergaand dan het bekritiseren van de acties van Israël, stelt IfNotNow een Joodse diasporische culturele identiteit voor die professor David Graizbord van de Universiteit van Arizona karakteriseerde als "links-progressief pan-jodendom." IfNotNow verwerpt liberaal-zionistische, centristische en rechts-zionistische lezingen van de Israëlische en Joodse geschiedenis en van de Joodse traditie door ze te karakteriseren als artefacten van een wereldvreemd Amerikaans Joods establishment, en toont zelfs wrok jegens de georganiseerde Joodse gemeenschap en de claims van haar instellingen om collectieve Joodse rechten te vertegenwoordigen en te beschermen. IfNotNow is grotendeels agnostisch ten aanzien van de wenselijkheid van het bestaan van Israël, en komt tot de conclusie dat het ware Joods-zijn internationalistisch en progressief is.

## Strategie
IfNotNow is een op een beweging gebaseerde organisatie, die is ontworpen om rechtstreeks een beroep te doen op het publiek via sociale media en directe actie; hun weigering om deel te nemen aan besloten bijeenkomsten is bekritiseerd door leiders van gevestigde Joodse instellingen. De IfNotNow-beweging bestaat uit Joodse Amerikanen, meestal millennials, die demonstreren tegen politici, het beleid van de Amerikaanse overheid en Joodse instellingen waarvan wordt aangenomen dat ze de bezetting steunen, voornamelijk door middel van directe actie en optredens in de media.
Als onderdeel van de bredere #JewishResistance coalitie heeft IfNotNow geprobeerd de overeenkomsten en banden tussen de regering-Trump en de regering van de Israëlische premier Benjamin Netanyahu te benadrukken.

## Relatie met de Joodse gemeenschap
In 2016 weigerde de Jewish Federation of Los Angeles, die meer dan 1 miljard dollar aan liefdadigheidsfondsen beheert, om donorgeld aan IfNotNow uit te keren.
IfNotNow voert campagne tegen het American Israel Public Affairs Committee (AIPAC). IfNotNow beschrijft AIPAC als iemand die 109 "opstandige Republikeinen" heeft gesteund en "rechtse antisemieten" heeft gesteund. In augustus 2022 tweette AIPAC dat "George Soros een lange geschiedenis heeft van het steunen van anti-Israëlische groepen... Nu geeft hij $ 1 miljoen om @jstreetdotorg te helpen anti-Israëlische kandidaten te steunen en pro-Israëlische Democraten aan te vallen. AIPAC werkt eraan om pro-Israëlische mainstream Democraten te versterken. J Street & Soros werken eraan om ze te ondermijnen." Als reactie op de tweet veroordeelde IfNotNow AIPAC vanwege antisemitisme en tweette dat "AIPAC het antisemitische extreemrechtse is... Ze zijn geen Joodse organisatie en beweren dat ook niet te zijn."
Na de Hamas-aanval op Israël op 7 oktober gaf IfNotNow een verklaring uit dat "we niet kunnen en zullen zeggen dat de acties van Palestijnse militanten vandaag niet uitgelokt zijn." Volgens historicus Sara Yael Hirschhorn plaatste IfNotNow's verklaring de groep buiten de "rode lijnen" die door doorsnee Amerikaanse Joden worden gehandhaafd. IfNotNow's beschrijving van Israëls acties tijdens de Israëlisch Hamas oorlog als genocide leidde ertoe dat de Joodse artiesten Shoshana Jedwab en Rabbi Menachem Creditor eisten dat IfNotNow hun liedjes uit de literatuur zou verwijderen en zou stoppen met het gebruiken van hun liedjes bij protesten.
In november 2023 classificeerde de Anti-Defamation League protestbijeenkomsten geleid door groepen zoals Jewish Voice for Peace en IfNotNow als "anti-Israël", en voegde de protesten toe aan een database die het toenemende antisemitisme in de VS documenteert. ADL CEO Jonathan Greenblatt noemde de organisaties "haatgroepen".

## Activiteit
In 2017 werden leden van IfNotNow gearresteerd omdat ze de hoorzitting van de Amerikaanse ambassadeur in Israël, David M. Friedman, in de Senaat hadden verstoord, op een sjofar hadden geblazen en kritiek hadden geuit op zijn steun aan en financiering van nederzettingen op de Westelijke Jordaanoever.
IfNotNow leidde samen met Jewish Voice for Peace op 16 oktober 2023 een bijeenkomst in Washington, D.C. waarin werd opgeroepen tot een staakt-het-vuren in de oorlog tussen Israël en Hamas in 2023 en waarin werd opgeroepen tot steun voor een staakt-het-vuren door de Amerikaanse president Joe Biden.Onder de sprekers was acteur Wallace Shawn.
Op 15 november 2023 namen ze deel aan de protesten van het Democratisch Nationaal Comité in 2023, samen met Jewish Voice for Peace en andere pro-Palestijnse demonstranten.
IfNotNow en Jewish Voice for Peace waren twee van de organisatoren van de pro-Palestijnse protesten aan de Columbia-universiteit tijdens de oorlog tussen Israël en Hamas.

## Financiering
IfNotNow wordt gesteund door de Tides Foundation, die wordt gefinancierd door de Democratische megadonor George Soros.